# Bor Tungge (sockenhuvudort i Kina, Xinjiang Uygur Zizhiqu, lat 44,05, long 85,38)
Bor Tungge (kinesiska: 博尔通古, 博尔通古乡) är en sockenhuvudort i Kina. Den ligger i den autonoma regionen Xinjiang, i den nordvästra delen av landet, omkring 180 kilometer väster om regionhuvudstaden Ürümqi. Antalet invånare är 8 321. Befolkningen består av 3 984 kvinnor och 4 337 män. Barn under 15 år utgör 22,0 %, vuxna 15-64 år 72 %, och äldre över 65 år 4,0 %.
Runt Bor Tungge är det glesbefolkat, med 16 invånare per kvadratkilometer. Närmaste större samhälle är Xigebi, 11,1 km öster om Bor Tungge. Trakten runt Bor Tungge består i huvudsak av gräsmarker.
Genomsnittlig årsnederbörd är 300 millimeter. Den regnigaste månaden är juli, med i genomsnitt 62 mm nederbörd, och den torraste är januari, med 11 mm nederbörd.